# Ransford Cline-Thomas
Ransford Cline-Thomas (* 15. September 1947 in Bathurst; † 21. April 2020 in New York City) war ein gambischer Programm- und Nachrichtensprecher, er gehörte zu den ersten Pionieren des damaligen Radio Gambia.

## Leben
Ransford Cline-Thomas ging 1960 an der Gambia High School zur Schule.
Er gehörte zu den ersten Pionieren des damaligen Radio Gambia, wo er freiberuflich als Ansager und Nachrichtensprecher tätig war. Später ging er in dem neu gegründeten Rundfunkbündnis bei Marina Parade in Banjul auf. Für weitere Studien ging er in die Vereinigten Staaten und nach seinem Abschluss trat er dem United Nations Radio bei und zeichnete sich in seinem Beruf aus. Er war Produzent und Sprecher einer populären Sendung mit dem Titel "This Week at the United Nations (Diese Woche bei den Vereinten Nationen)". Das besagte Programm wurde viele Jahre lang in der ganzen Welt ausgestrahlt, darunter auch über Radio Gambia. Bis zu seiner Pensionierung war er Leiter des United Nations Radios.
Cline-Thomas hatte sich, wie seine Frau, mit dem Virus SARS-CoV-2 infiziert und ist im April 2020 verstorben, er wurde 72 Jahre alt.